# Percival Bradshaw Fay
Percival Bradshaw Fay (* 4. August 1890 in Martha’s Vineyard; † 15. August 1971) war ein US-amerikanischer Romanist und Mediävist.

## Leben und Werk
Fay studierte am Haverford College. Er promovierte 1912 an der Johns Hopkins University mit der Arbeit Elliptical partitive usage in affirmative clauses in French prose of the XIVth, XVth and XVIth centuries (Paris 1912). Über die University of Michigan in Ann Arbor und die University of Arizona in Tucson kam er 1914 als Französist an die University of California at Berkeley und wurde dort 1958 emeritiert. Von 1927 bis 1939 war er Chairman.

## Weitere Werke
- (mit Algernon Coleman) Sources and structure of Flaubert's Salammbô, Baltimore 1914
- The use of tu and vous in Molière, Berkeley 1920
- (Hrsg.) Guillaume de saint Pathus (confesseur de la reine Marguerite), Les miracles de saint Louis, Paris 1931
- (Hrsg. mit John L. Grigsby) Jouffroi de Poitiers. Roman d'aventures du XIIIe siècle, Genf 1972